# طاحونة

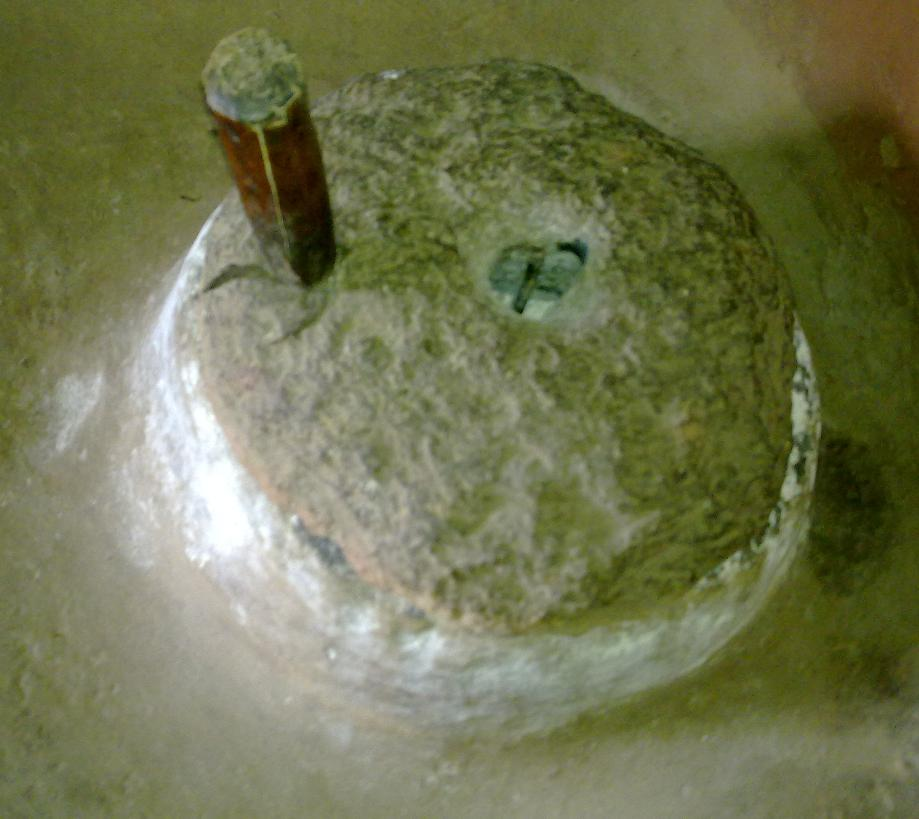
رحى مستخدمة في طاحونة تقليدية (جاروشة)

الطاحونة آلة كبيرة أو دار مخصص لإدارة رحى وهي أداة تستخدم لطحن حبوب كالقهوة والقمح والشعير لتحولها إلى مسحوق ناعم. وقد تعمل بالطاقة اليدوية أو الكهربائية أو الرياح أو الماء. من الأنواع التي ما زالت مستمرة:
- طاحونة الهواء.
- الطاحونة المائية.

## طاحونة حجرية (الجاروشة)
كانت الطاحونة (الجاروشة) أداة رئيسية لطحن الحبوب، يرجع استعمالها لزمن ما قبل عصر التكنولوجيا وإدخال الماكنات الحديثة والطواحين الالية لعملية الطحن، تتكون الطاحونة من حجرين ضخمين مستديرين يوضعان فوق بعضهما وفي الحجر العلوي منها ثقب ويتم تثبيت الحجر السفلى وتدوير الحجر العلوي ووضع الحبوب في ثقب الحجر ليتم طحنها بين الحجرين. ثم أصبحت بعد ذلك تستخدم نفس التقنية لتوليد الكهرباء وبنفس التسمية.

## معرض الصور

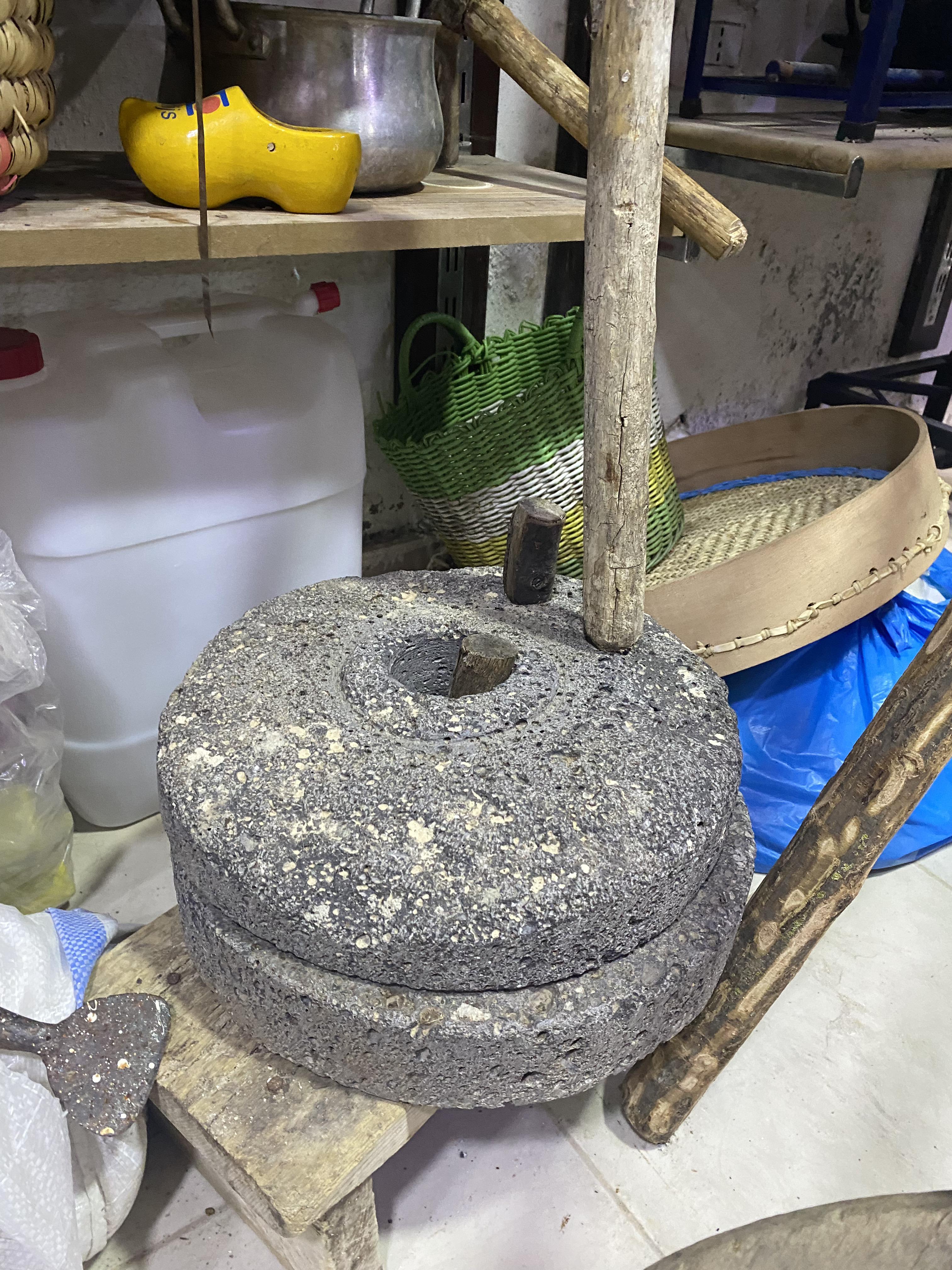
جاروشة أو ما يُسمى بالرحى استخدمت لطحن القمح والحبوب
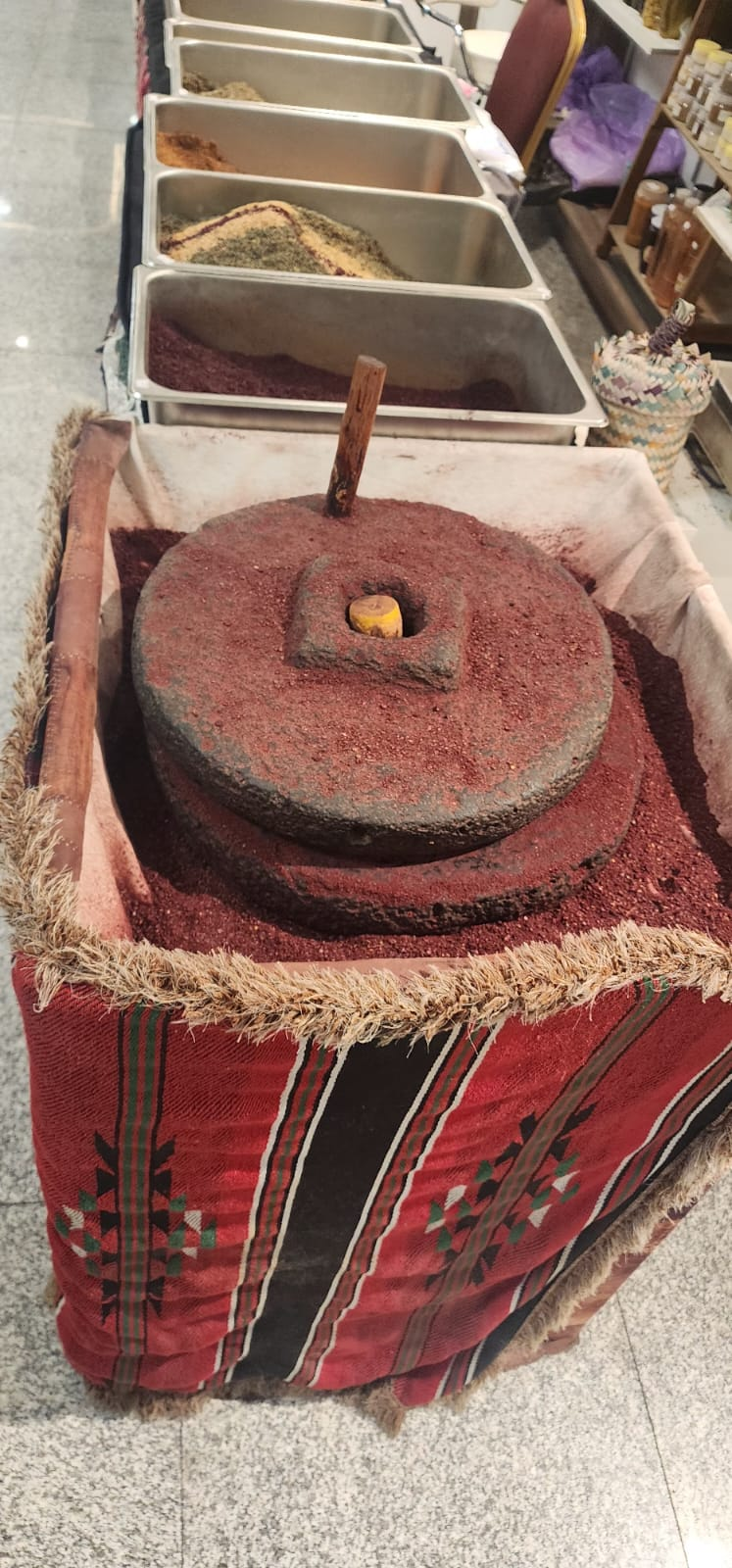
جاروشة  ونستطيع رؤية حبوب السماق المطحونة باستخدام الجاروشة
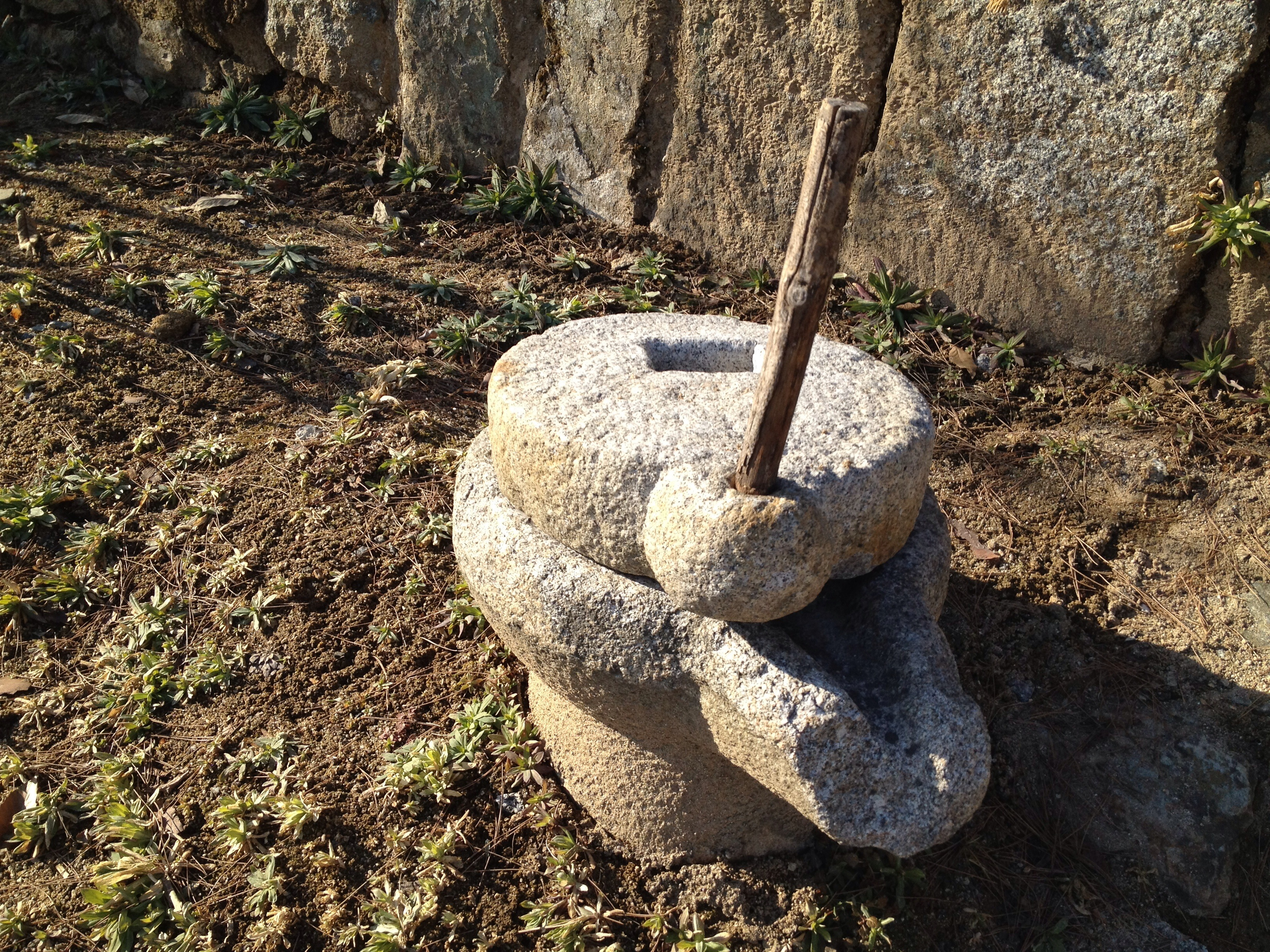
جاروشة قمح